# Sydney Tower
Der Sydney Tower, ehemals AMP Tower und Centrepoint Tower, ist ein Fernseh- und Aussichtsturm im australischen Sydney. Der für den Publikumsverkehr geöffnete Turm im Central Business District ist 309 Meter hoch und hat eine Aussichtsplattform auf 251 Meter Höhe. Nach dem Sky Tower in Auckland ist er der zweithöchste Fernmeldeturm auf der Südhalbkugel. Als skylineprägendes Bauwerk der australischen Metropole gehört er zusammen mit dem Sydney Opera House und der Sydney Harbour Bridge zu ihren bedeutendsten Wahrzeichen.

## Geschichte

### Planung und Bau
Erste Planungen zum Sydney Tower und eine Veröffentlichung derer fanden im März 1968 statt. Die ersten Tests zum Windverhalten und weitere Studien wurden an der Sydney University durchgeführt. Ein entsprechendes Modell testete man im Windkanal Boundary Layer Wind Tunnel der kanadischen University of Western Ontario. Zur Jahresmitte 1969 entschied die Versicherungsgesellschaft AMP, das Bauvorhaben umzusetzen.
Die Bauarbeiten für den Turm und das Einkaufszentrum am Fuße des Turmes nahm man Anfang der 1970er Jahre auf. Der Entwurf dazu stammt vom Architekturbüro Donald Crone & Assoc. Pty Ltd. Bis zum Bau des Fernsehturms betrug die maximale Bauhöhe in der Stadt 279 Meter, um die Flugsicherheit der Wasserflugzeuge zu gewährleisten. Bereits 1972 eröffneten die ersten Geschäfte im Einkaufszentrum. Die Bauarbeiten am Turmbauwerk selbst begannen 1975. Viele Bauteile wurden vorgefertigt zur Baustelle gebracht und dort zusammengesetzt.
Der Turmkorb besteht aus 14 vorgefertigten, geschweißten Rahmen, die man auf dem Dach des Einkaufszentrums zusammensetzte. Die Arbeiten am Korb dauerten von 1977 bis 1979, den man mit der fortschreitenden Schaftkonstruktion mit Hilfe von drei Hydraulikpumpen emporhievte. Er war zusätzlich mit Muttern am Mast gesichert, falls eine der Hydraulikpressen ausgefallen wäre. Die Böden des Turmkorbs sind aus Beton gegossen. Die Montage des Turmschafts erfolgte aus 46, jeweils 27 Tonnen schweren Einzelteilen.
Die zum Errichtungszeitpunkt 30 Meter hohe Antennenspitze montierte man aus zwei Einzelteilen und brachte diese ohne Hilfe eines Krans mit einem zweistufigen Hubverfahren an. Nach der Befestigung der oberen Hälfte schob die untere Antennenhälfte am 11. November 1980 die obere in Position.
Die Eröffnung des Sydney Tower durch den Premierminister Neville Wran fand am 24. September 1981 statt. Die Gesamtkosten beliefen sich auf 36 Millionen Australische Dollar. Im ersten Jahr bestiegen den Turm rund 1,3 Millionen Besucher.

### Seit Eröffnung
Der französische Freikletterer Alain Robert erregte 1997 damit Aufsehen, dass er neben der Sydney Harbour Bridge und dem Sydney Opera House auch bis zur Spitze des Sydney Tower kletterte.
Mit der Anbringung eines zusätzlichen Blitzableiters an der Turmspitze im Jahr 1998 wuchs das Bauwerk um sieben Meter auf eine Gesamthöhe von 309 Metern.
Anlässlich der Olympischen Sommerspiele im Jahr 2000 installierte man im Juli 1998 drei Skulpturen von Sportlern mit Hilfe eines Sikorsky S-64 am Dach des Turmkorbs. Die eine Skulptur stellte einen Turner im Handstand, die zweite einen paralympischen Basketballspieler und die dritte einen Sprinter dar. Die jeweils rund zwölf Meter hohen und dreieinhalb Tonnen schweren Figuren zierten bis ins Jahr 2003 den Turm und kamen anschließend ins Australian Institute of Sport in Canberra und den Olympischen Park.
Der Name des Turms änderte sich mehrmals. Die ursprüngliche, jedoch nicht offizielle Bezeichnung Centrepoint Tower nach dem gleichnamigen Einkaufszentrum wich im Dezember 2001 dem Namen AMP Tower nach dem Finanz- und Investmentunternehmen AMP, das der Bauherr des Turmes war. Seit dem Übergang des Eigentums auf das Unternehmen Westfield Group wird der Turm Sydney Tower bezeichnet. Bis zum 25-jährigen Bestehen im Jahr 2006 konnten mehr als 16 Millionen Besucher gezählt werden.
Am 2. Juli 2008 blieben wegen einer Störung des Aufzugs elf Personen auf 200 Meter Höhe im Fahrstuhl des Turms stecken. Mit einem weiteren Lift konnten die Passagiere nach anderthalb Stunden ohne Verletzungen befreit werden. Der dritte Lift beförderte die Besucher weiter. Im folgenden Jahr schloss man das Basisgebäude wegen grundlegender Modernisierungsmaßnahmen und eröffnete es 2010 unter dem Namen Westfield Sydney wieder. Am 25. und 26. Juni 2006 wurde das alte AMP-Logo am Turmkorb mit Hilfe eines Hubschraubers durch ein illuminiertes, 6 Meter hohes und 20 Meter langes Logo der Westfield Group ersetzt.
Seit 2011 betreibt die britische Freizeitgesellschaft Merlin Entertainments Group den Publikumsbereich. Sie investierte für die Umgestaltung des Aussichtsdecks und der Restaurantgeschosse rund 3,5 Millionen Dollar. Seit der Übernahme wird das Aussichtsdeck Sydney Tower Eye genannt.

## Lage und Beschreibung

### Lage
Der Sydney Tower befindet sich in der Innenstadt Sydneys im Central Business District (CBD). Er steht westlich des Hyde Parks im Einkaufsviertel, das an die Market Street, die Pitt Street und die Castlereagh Street grenzt. Der Zugang zum Turm erfolgt über die Pitt Street Mall, der Fußgängerzone der Pitt Street.

### Beschreibung

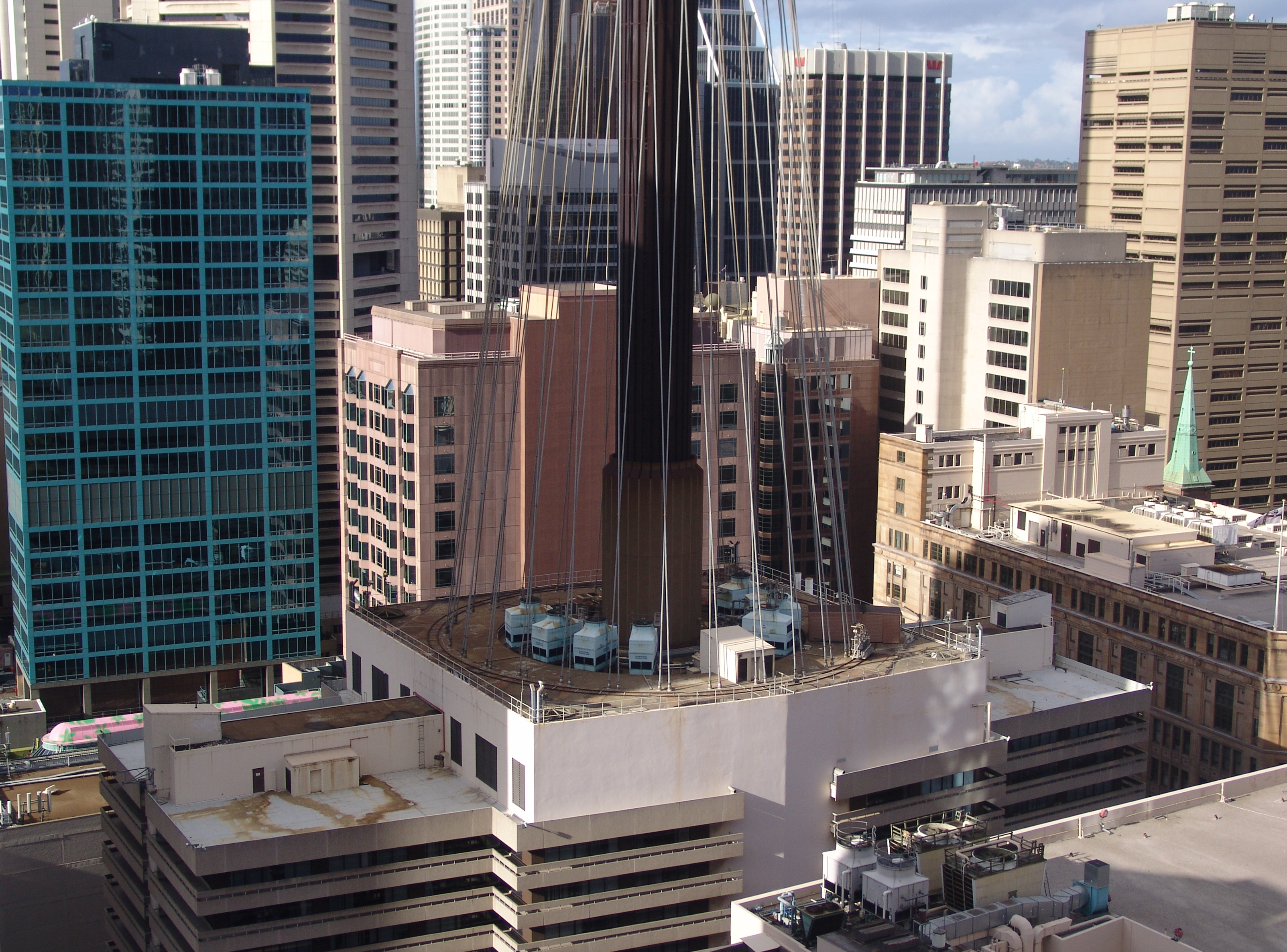
Turmbasis auf dem Dach des Kaufhauses

Der insgesamt 309 Meter hohe Sydney Tower steht auf dem 16-geschossigen Kaufhaus Westfield Sydney mit weit über 100 Geschäften, in die 50.000 Tonnen 25.000 Kubikmeter Beton verbaut sind. Damit das Hochhaus die Masse der Turmstruktur auf dem Dach auffangen kann, erhielt es eine Verstärkung durch Schubwände. Aus dem Dach ragt, auf einer massiven Beton-Grundplatte befestigt, ein schlankes Kernrohr mit einem Durchmesser von nur 6,70 Metern empor, auf dem der Turmkorb mit der Spitze aufgesetzt ist. Dennoch beherbergt es die Aufzugschächte und zwei spiralförmige Nottreppen. Die Grundplatte ist 1,3 Meter dick und misst 10 Meter im Durchmesser. Als Tragwerk des Turmbauwerks dient eine Hyperboloidkonstruktion in Form von 56 je 182 Meter langen Stahlkabeln, jede mit einer Masse von 7 Tonnen. Jedes Stahlseil fertigte man aus 235 je 7 Millimeter dicken Drähten, die zum Schutz vor Durchrostung galvanisiert sind. Die Stahlkabel sind zwischen Grundplatte und Turmkorb gegen das Kernrohr gespannt. Dabei spannte man einen Teil der Kabel vom äußersten rechten Rand zum äußersten linken; den anderen Teil gegenläufig, um eine höhere Steifigkeit zu erlangen. Die Kabelstärke ist so gering, dass sie aus der Ferne kaum auffällt und der Turm damit auf dem dünnen Rohrmast frei schwebend erscheint.
Der viergeschossige Turmkorb mit einem Durchmesser von rund 30 Metern ist ein umgekehrter, leichter Kegelstumpf, der mit einer gold-bronzenen Aluminiumfassade verkleidet ist. Darüber erhebt sich umgekehrt konisch ein fünfgeschossiges, fensterloses Oberteil für die Antenneninstallationen, an dessen Dach der spitz zulaufende Antennenträger das Bauwerk krönt. Der Turmkorb hat im oberen Drittel einen vertieften Umgang, in dem Richtfunkantennen untergebracht sind. Im Mastträger der Spitze befinden sich Sender für Telekommunikation und den Flugverkehr. Ohne Antennenspitze ist das Turmbauwerk 275 Meter hoch.
Der Sydney Tower wiegt 2.239 Tonnen. Das 7. Stockwerk im Turmkorb enthält einen 162.000 Liter fassenden Wassertank, der für die Versorgung dient und im Katastrophenfall auch Löschwasser bereithält. Ein ausgeklügeltes System von hydraulischen Drosselklappen im Wassertank sorgt dafür, dass bei Windbewegungen die pendelartige Bewegung der Wassermasse kompensiert wird, damit diese sich nicht unkontrolliert aufschaukelt und den Bau gefährdet. Der Sydney Tower wurde so berechnet, dass er Orkanen einer Maximalstärke von 260 Kilometern pro Stunde widerstehen kann, die statistisch nur einmal in tausend Jahren auftreten.

### Publikumseinrichtungen

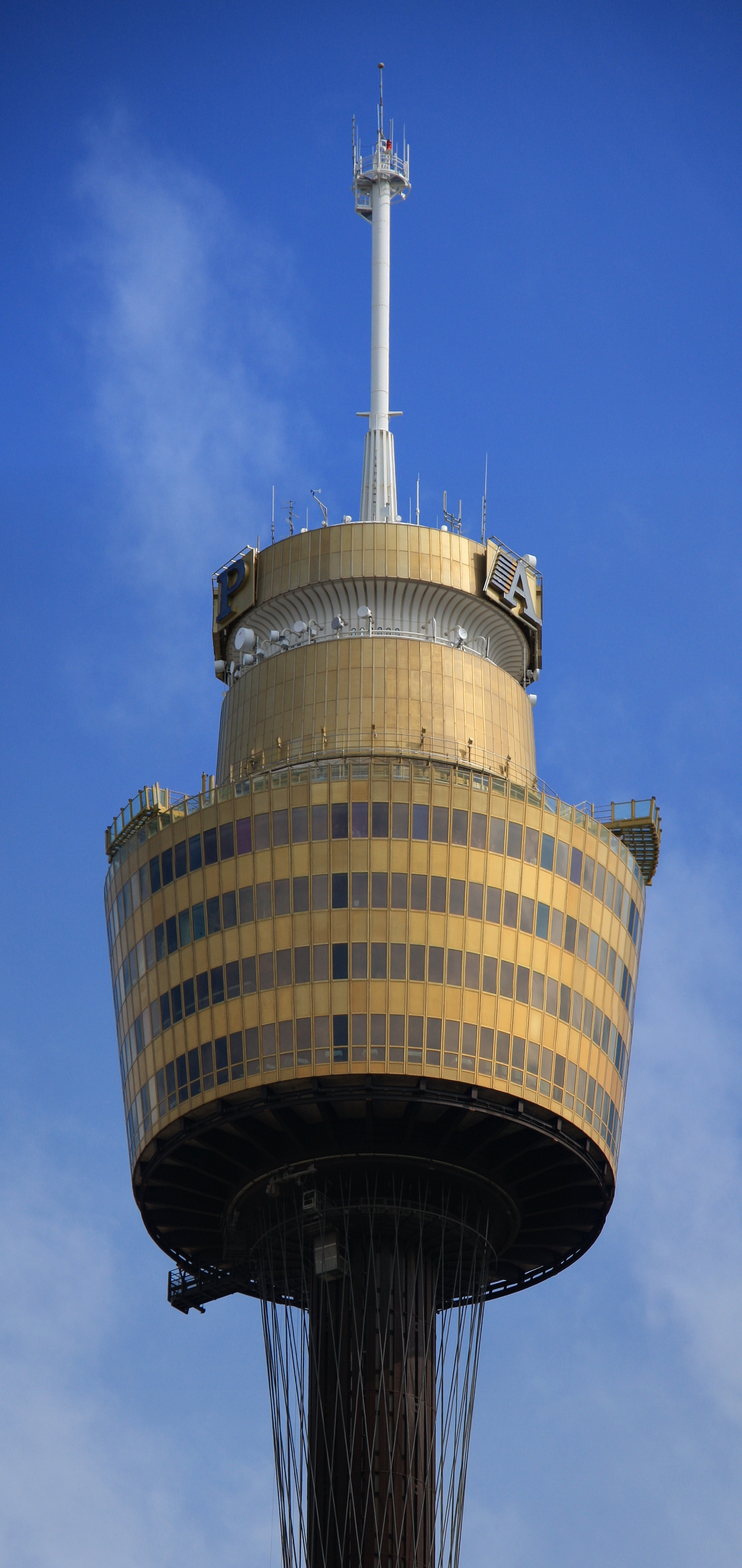
Turmkorb und Antennenträger

Der bis auf den ersten Weihnachtsfeiertag täglich geöffnete Turm steht Besuchern gegen Bezahlung als Aussichtsturm zur Verfügung. Drei Doppeldeckerfahrstühle für je 16 Personen pro Kabine fahren jährlich bis zu 800.000 Besucher zum viergeschossigen Publikumsbereich. Die Geschwindigkeit der Fahrstühle hängt von der Windstärke ab; mit der Höchstgeschwindigkeit dauert die Auffahrt rund 40 Sekunden. Neben der Aussichtsplattform auf 250 Meter Höhe befinden sich zwei Drehrestaurants und ein Café im Turmkorb. Damit hat der Sydney Tower die höchste öffentlich zugängliche Aussichtsplattform auf einem Gebäude in Australien. Selbst der höhere Q1 Tower übertrifft den Turm in dieser Beziehung nicht. Im Turmkorb können sich höchstens 960 Personen aufhalten. Mit 1504 feuerfesten Stufen führen zwei getrennte Rettungswege nach unten.
Von der Aussichtsplattform aus gibt es einen Zugang zum Skywalk in 260 Meter Höhe am Dach des Sydney Tower. Dieser Plattformumgang mit Glasboden besteht seit dem 18. Oktober 2005 und wird von 2000 Stahleinzelteilen gebildet, die mit 4376 Nieten und Bolzen zusammengehalten werden. Die Entwurfsphase für diesen Publikumsbereich dauerte vier Jahre, in zwei Monaten wurde die Plattform erbaut und kostete knapp vier Millionen australischer Dollar. Auf dem Skywalk hat der mit einer Leine gesicherte Besucher vom Dach des Turmkorbs unter freiem Himmel eine Sicht auf die Stadt.
Im Sydney Tower ist ein Lichtspieltheater eingerichtet, in dem Besucher 4D-Filme über die Stadt Sydney und Australien anschauen können. Im Eingangsbereich befindet sich ein Souvenirladen.
Die Aussicht reicht bis zu 80 km weit über den Naturhafen von Sydney nach Norden, den Pazifik nach Osten, die Botany Bay im Süden und die Blue Mountains im Westen. Um den Besuchern die Orientierung zu erleichtern, stehen neben Fernrohren multimediale und mehrsprachige Touchscreenmonitore mit Informationen über die Landmarken von Sydney zur Verfügung. Für eine klare Sicht werden die 420 Fenster regelmäßig halbautomatisch mit einer Reinigungsmaschine geputzt. Der Vorgang dauert rund zwei Tage; dabei werden 50 Liter Wasser benötigt.

## Veranstaltungen und Nutzung

### Sydney Tower Stair Challenge
Seit 1989 wird am Sydney Tower im Sommer ein Treppenlauf veranstaltet. Dabei müssen 1504 Stufen wie bei einem 60 bis 70-stöckigen Hochhaus überwunden werden. Das Treppenhaus verläuft ohne Zwischengeschosse entgegen dem Uhrzeigersinn spiralförmig und hat einen schmalen Handlauf. Den Rekord hat derzeit (2013) der dreimalige Gewinner Paul Crake aufgestellt, der für den Run-Up im Jahr 2002 6:52 Minuten benötigte. Bei den Frauen stellte Venessa Harvard 2009 den Rekord mit 8:45 Minuten auf. Die durchschnittliche Zeit zur Überwindung der Höhe liegt bei 18 bis 20 Minuten. Der deutsche Leichtathlet Thomas Dold gewann 2009 und 2010 den Lauf. Nach der Pause in den Jahren 2011 und 2012 fand am 18. August 2013 wieder ein Laufwettbewerb statt.

### Weitere Veranstaltungen
Der Sydney Tower wird beim traditionellen Neujahrs-Feuerwerk choreografisch eingebunden. Insbesondere in den Jahren vor und bei den Olympischen Spielen im Jahr 2000 wurde der Turm pyrotechnisch in Form einer olympischen Fackel mit bunten Lichtern in Szene gesetzt.

### Nutzung
Neben der touristischen Nutzung ist der Sydney Tower ein Fernmelde- und Telekommunikationsturm. Zwei der fünf Etagen des oberen Turmkorbs dienen Fernmeldezwecken; in drei Etagen sind die Betriebsräume untergebracht.

## Rezeption in den Medien
Der Wahrzeichencharakter des Turms führt dazu, dass er in Filmen, die in Sydney spielen, häufig gezeigt wird oder Handlungsort ist. Im Actionfilm Mission: Impossible II (2000) sieht man den Turm mehrfach repräsentativ eingeblendet, sobald die Innenstadt Sydneys erscheint. Im Science-Fiction-Film Supernova – Wenn die Sonne explodiert (2005) wird der Turm durch einen von einer Supernova abgespaltenen Meteor zerstört. In einer Szene in Godzilla: Final Wars (2004), in der das Monster Zilla in die Stadt teleportiert wird, wird der Sydney Tower ebenfalls zerstört. Das Monster wird später von Godzilla bekämpft, dabei wird auch das Sydney Opera House verwüstet. Auch im Jugendfilm Power Rangers – Der Film (1995) tritt der Sydney Tower in Erscheinung.